# Béla Kun
Béla Kun, all'anagrafe Ábel Kohn (Szilágycseh, 20 febbraio 1886 – Mosca, 29 agosto 1938), è stato un politico comunista ungherese, che governò la Repubblica Sovietica Ungherese nel 1919.

## Biografia
Il padre di Kun, Samu, un notaio di villaggio, era ebreo. Béla Kohn nacque a Szilágycseh (odierna Cehu Silvaniei, in Romania). Béla cambiò il suo cognome dall'ebraico Kohn al più ungherese Kun, pratica molto diffusa allora. Anche se Béla Kun era ateo e rimase sempre ostile a tutte le forme di religione, le sue origini ebraiche lo resero oggetto di molti attacchi antisemiti nel corso della sua vita.
Nonostante l'educazione laica in famiglia, frequentò un collegio riformato nella città di Kolozsvár (l'odierna Cluj-Napoca, Romania). Al collegio Kun vinse il premio per il miglior saggio di letteratura ungherese che gli permise di passare ad un ginnasio; il saggio di Kun era sul poeta Sándor Petőfi. Prima della prima guerra mondiale, era un giornalista con simpatie per il Partito Socialdemocratico d'Ungheria. Inoltre Kun fece parte del Consiglio Assicurativo Sociale di Kolozsvár, dal quale fu poi accusato di peculato. Kun aveva un carattere impetuoso e fu spesso coinvolto in duelli. Nel maggio 1913 si sposò con l'insegnante di musica Iren Gal.

### Carriera nel movimento dei lavoratori

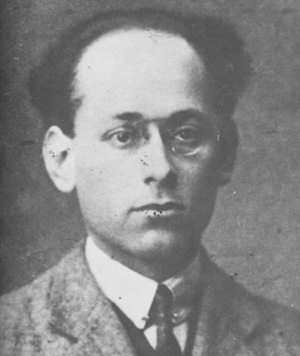
Umberto Terracini, dirigente del Partito Comunista Italiano

Durante la sua giovinezza a Kolozsvár, Kun divenne amico del poeta Endre Ady, che gli fece conoscere diversi intellettuali di sinistra di Budapest. Kun combatté per l'Impero austro-ungarico nella prima guerra mondiale e fu catturato e fatto prigioniero di guerra nel 1916 dai russi. Fu mandato in un campo di prigionia sugli Urali, dove divenne comunista. Nel 1917 Kun rimase affascinato dalla rivoluzione russa. Egli, del resto in accordo con la teoria marxista, riteneva che il Comunismo fosse più adatto a nazioni "civilizzate" come l'Ungheria invece che alla "barbarica" Russia. Durante il periodo in Russia, Kun imparò il russo (inoltre conosceva bene il tedesco e l'inglese).
Nel marzo 1918, a Mosca, Kun fondò il Gruppo Ungherese del Partito Comunista dell'Unione Sovietica (il predecessore del Partito Comunista Ungherese). Kun viaggiò molto, anche a Pietrogrado e a Mosca. Lì conobbe Lenin, ma all'interno del Partito lui formò l'opposizione ultra-radicale di sinistra a Lenin e alla corrente bolscevica. A differenza del pragmatismo di Lenin, Kun e i suoi amici (fra cui Umberto Terracini e l'ungherese Mátyás Rákosi) si aggregarono a Grigorij Zinov'ev o a Karl Radek, sostenendo la politica dell'"offensiva rivoluzionaria con tutti i mezzi". Lenin spesso li chiamava "kuneristi".
Nella guerra civile russa nel 1918, Kun combatté per i bolscevichi. Durante questo periodo, per la prima volta iniziò a preparare dettagliati piani per esportare il Comunismo in Ungheria. Nel novembre 1918, Kun, con almeno diverse centinaia di altri comunisti ungheresi, e con parecchio denaro datogli dai sovietici, ritornò in Ungheria.

### 1918-1919
In Ungheria, le risorse di un governo ormai in frantumi furono ulteriormente messe sotto pressione dai rifugiati delle regioni conquistate dagli Alleati durante la guerra e sembrarono perse definitivamente con il trattato del Trianon. L'inflazione inarrestabile, la mancanza di alloggi, la disoccupazione di massa, la mancanza di cibo e di carbone indebolirono ulteriormente l'economia e stimolarono proteste popolari. Nell'ottobre 1918, la cosiddetta "Rivoluzione dei crisantemi" diede luogo a un'instabile coalizione democratica di governo. Kun fondò il Partito Comunista Ungherese a Budapest il 4 novembre 1918.
Kun immediatamente iniziò una campagna di propaganda molto attiva contro il governo: lui e i suoi seguaci ingaggiarono forti attacchi contro il Presidente, conte Mihály Károlyi e i suoi alleati socialdemocratici. I discorsi di Kun avevano un considerevole impatto sugli ascoltatori. Inoltre i comunisti organizzavano frequenti marce e scioperi. Desiderando tentare una rivoluzione comunista, che, mancando il supporto delle masse, poteva solo essere un colpo di Stato, Kun comunicò per telegrafo con Lenin. Kun accumulò un seguito considerevole, sebbene i socialdemocratici, che erano il più grande partito d'Ungheria, continuassero a sottostimare i comunisti.
Il 22 febbraio 1919, i comunisti condussero una rumorosa manifestazione davanti alla sede del giornale socialdemocratico Népszava, che finì in una sparatoria nella quale rimasero uccisi quattro poliziotti. Dopo questo incidente, Kun fu arrestato. La polizia di Budapest malmenò duramente Kun, facendolo anche oggetto di ingiurie antisemite. Al pestaggio assistette un giornalista. La notizia delle violenze subite da Kun gli portarono molte simpatie fra la popolazione. Kun perdonò i suoi nemici. Rimase in prigione fino al 21 marzo 1919.
Il 19 marzo 1919 il colonnello francese Fernand Vyx presentò la Nota Vyx, ordinando che le forze ungheresi si ritirassero ulteriormente dalle loro postazioni. Si sapeva che la conferenza di pace fra l'Ungheria e gli Alleati avrebbe scelto il fronte come nuovo confine. La Nota Vyx creò un'enorme ondata d'indignazione nazionalista, e gli ungheresi scelsero di combattere gli Alleati invece di accettare i nuovi confini. Károlyi si dimise in favore dei socialdemocratici. Da parte loro, i socialdemocratici compresero che l'Ungheria aveva bisogno di alleati per affrontare una guerra, e l'unico alleato possibile era l'Unione Sovietica. Essendo nota l'amicizia fra Kun e Lenin, si pensò che una sua partecipazione al governo avrebbe convinto i sovietici ad aiutare l'Ungheria.
I Socialdemocratici cercarono di convincere Kun a formare una coalizione di governo. Kun accettò, ma pretese l'unione dei partiti socialdemocratico e comunista, la proclamazione di una repubblica sovietica e diversi altri provvedimenti radicali. Il 21 marzo 1919 fu annunciata la creazione della Repubblica Sovietica Ungherese; i socialdemocratici e i comunisti confluirono nel Partito Socialista Ungherese, e Béla Kun fu scarcerato e assunse il suo incarico.
I socialdemocratici continuarono a detenere la maggioranza dei seggi nel governo. Di 33 commissari del Popolo del Consiglio Rivoluzionario di Governo, quattordici erano ex-comunisti, diciassette erano ex-socialdemocratici e due non appartenevano ad alcun partito. Con l'eccezione di Kun, ogni commissario era un ex-socialdemocratico e ogni commissario deputato era un ex-comunista.

### La Repubblica Sovietica Ungherese

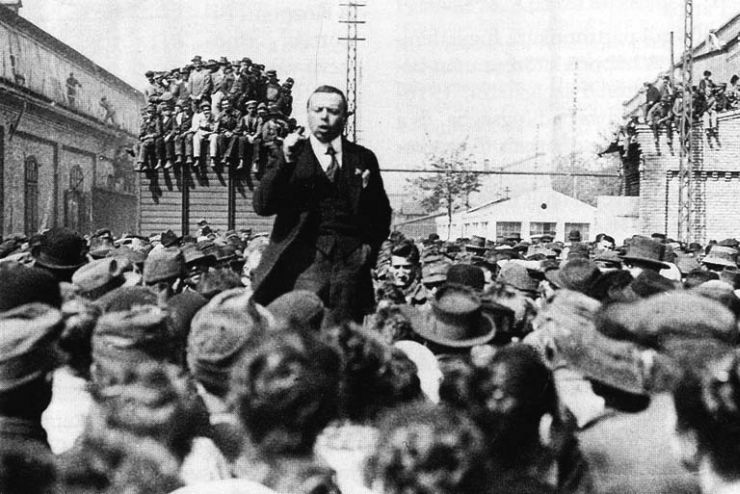
Béla Kun arringa la folla

Il 21 marzo 1919 Kun e il Partito Comunista fecero la loro mossa, stabilendo la Repubblica Sovietica Ungherese, il secondo governo comunista in Europa dopo la stessa Russia. Nella Repubblica Sovietica Kun ricoprì la carica di Commissario per gli Affari Esteri, ma fu in realtà la personalità dominante nel governo durante la sua breve esistenza. Come Kun disse a Lenin: "La mia personale influenza nel Consiglio Rivoluzionario di Governo è tale da garantire la stabilità della dittatura del proletariato, dal momento che le masse mi sostengono". Al governo partecipò anche il filosofo ungherese György Lukács in qualità di Commissario all'istruzione e Commissario politico della quinta divisione rossa.
Il primo provvedimento del nuovo governo fu la nazionalizzazione di diverse industrie e società commerciali, e la socializzazione dei trasporti, delle banche, della sanità, degli alloggi, delle istituzioni culturali e tutte le proprietà terriere sopra i 100 acri. Contrariamente al parere di Lenin e dei Bolscevichi, il governo di Béla Kun si rifiutò di ridistribuire i terreni ai contadini, alienandosi così la maggioranza della popolazione. Invece Kun dichiarò che tutti i terreni dovevano essere riconvertiti in cooperative agricole e, per la mancanza di qualcuno qualificato a gestirle, mantenne gli ex proprietari e dirigenti delle tenute come dirigenti delle nuove aziende collettive.
In un tentativo di guadagnare un maggiore supporto popolare, Kun cancellò tutte le imposte delle zone rurali, ma ottenne l'effetto contrario, in quanto i contadini consideravano qualsiasi governo che non esigesse le tasse un governo debole. La Repubblica Sovietica inasprì la già alta inflazione aumentando la moneta in circolazione e si dimostrò anche incapace di risolvere il problema della carenza di abitazioni. Per fornire cibo alle città, il governo se lo procurò requisendolo nelle campagne.

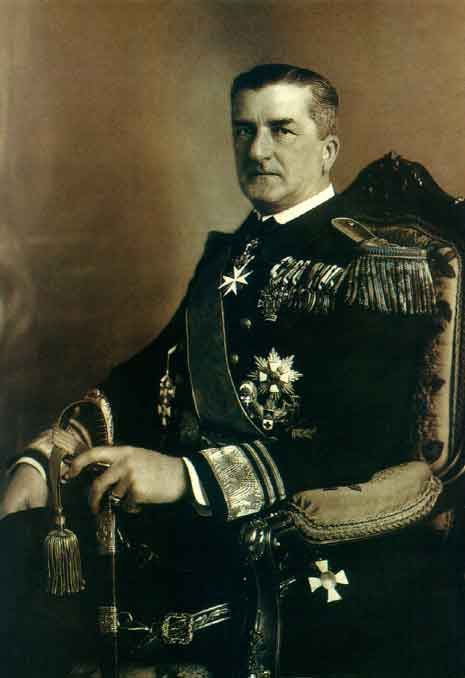
Miklós Horthy: Reggente d'Ungheria dal 1920 al 1944

All'interno del Partito Socialista, era in corso una diatriba aspra e inutile sul nome definito del partito. Gli ex-socialdemocratici preferivano "Partito Socialista Ungherese dei Lavoratori", invece gli ex-Comunisti "Partito Comunista Socialista Ungherese dei Lavoratori". Nei ranghi degli stessi ex-comunisti si andava formando una scissione fra fazione rurale e fazione urbana.
Dopo un fallito tentativo di colpo di Stato anticomunista il 24 giugno, il governo rispose instaurando una feroce repressione attraverso la polizia segreta e tribunali rivoluzionari. I cadetti dell'accademia militare furono quindi arrestati e condannati a morte e successivamente salvati grazie all'intervento del colonnello Guido Romanelli, unico rappresentante degli Alleati a Budapest.
L'opposizione sembrava essere concentrata nella città di Seghedino e attorno al Contrammiraglio Miklós Horthy, che formò un Esercito Nazionale per combattere la Repubblica Sovietica. Comunque l'Esercito Nazionale non fu mai visto in azione ma solo marciare a Budapest dopo la ritirata dei rumeni nel novembre 1919. Le forze controrivoluzionarie salite al potere effettuarono dal 1919 al 1921 una serie di violenze e repressioni anticomuniste conosciute come Terrore bianco.
Il governo dei Soviet durò solo 133 giorni e cadde il 1º agosto 1919. La Repubblica Sovietica e conseguentemente anche l'Armata Rossa Ungherese erano state create per opporsi alla Nota Vyx. Dato che la disparità militare fra l'Ungheria e gli Alleati era notevole, le possibilità di vittoria dell'Ungheria erano minime. Per prendere tempo, Kun cercò di negoziare con gli Alleati, incontrando il primo ministro sudafricano, il generale Jan Smuts, a un summit a Budapest ad aprile. Si dimostrò impossibile giungere ad un accordo e l'Ungheria fu presto in guerra contro il Regno di Romania e la Cecoslovacchia, entrambe aiutate dalla Francia. L'Armata Rossa Ungherese ottenne qualche vittoria sui cecoslovacchi, conquistando la maggior parte della Slovacchia entro giugno.
Comunque gli ungheresi furono ripetutamente sconfitti dai rumeni. A metà del luglio 1919, Kun decise di concentrarsi completamente in un'offensiva contro i rumeni. L'Unione Sovietica promise d'invadere la Romania, d'accordo con Kun. Però le disfatte subite dall'Armata Rossa in Ucraina fermarono l'invasione della Romania prima che iniziasse. I rumeni poi invasero l'Ungheria, presero Budapest, sconfissero i comunisti e il 1º agosto 1919 li costrinsero a lasciare il potere a un Partito Socialdemocratico.

### Attività in Austria e in Crimea
Béla Kun successivamente andò in esilio a Vienna, controllato dal Partito Socialdemocratico d'Austria. Fu arrestato e internato in Austria, ma fu liberato in cambio di prigionieri austriaci in Russia nel luglio 1920. Una volta in Russia, Kun rientrò nel Partito Comunista dell'Unione Sovietica e fu messo a capo del regionale Comitato Rivoluzionario in Crimea.

### L'"azione di marzo" in Germania

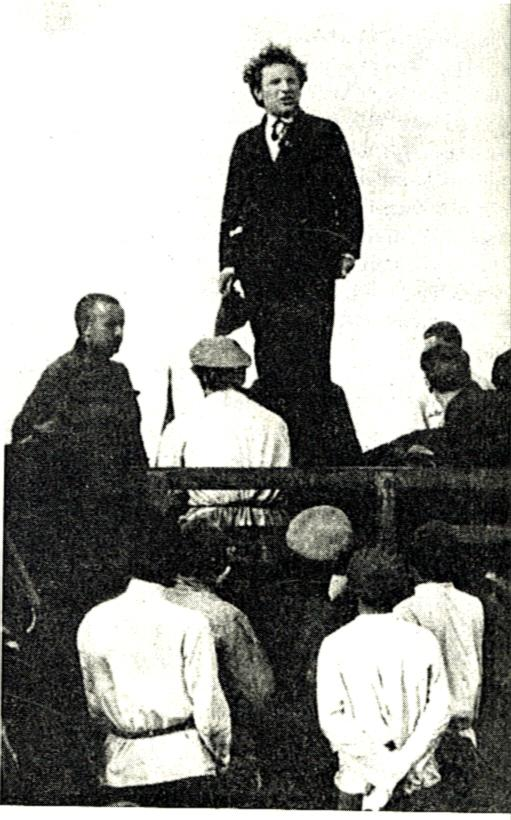
Grigorij Zinov'ev, presidente dell'Internazionale Comunista

Kun divenne un leader importante all'interno del Comintern, come alleato di Grigorij Zinov'ev. Nel marzo 1921, Kun fu mandato in Germania a coordinare il Partito Comunista di Germania (KPD). Incoraggiò il KPD a seguire la "Teoria dell'Offensiva", supportata da Zinov'ev e da altri kuneristi. Il 27 marzo i capi del KPD presero la decisione di lanciare un'offensiva rivoluzionaria in supporto dei minatori della Germania centrale. Kun fu la forza motrice dietro questo colpo di Stato comunista chiamato l'"azione di marzo".
All'inizio di aprile, Otto Horsing, l'Oberpräsident della Sassonia del Partito Socialdemocratico di Germania, diede istruzione alla polizia e alle forze paramilitari di occupare le miniere di rame e le industrie chimiche presso Halle, "per prevenire sabotaggi e attacchi ai dirigenti". Il vero motivo era di prevenire la presa del potere da parte dei comunisti e di pacificare l'area, con la forza se necessario, e di purgare i sindacati e le organizzazioni locali riconducibili ai comunisti.
Sotto la leadership dell'anarchico Max Hoelz, sorse un'opposizione armata allo Stato. Il KPD esortò la classe lavoratrice ad armarsi in solidarietà con l'opposizione armata. Ma avevano un giudizio completamente erroneo dell'umore del popolo tedesco, e la sommossa rimase circoscritta alla Germania centrale. Anche uniti, gli anarchici di Hoelz e il KPD non avevano un reale supporto di massa e le forze governative agivano senza un'opposizione significativa (gli scioperanti non volevano essere coinvolti in un conflitto armato contro la polizia). Si verificarono casi (come la fabbrica delle Industrie Krupp o il cantiere navale di Amburgo) di operai che cacciavano gli agitatori comunisti dai posti di lavoro con i manganelli.
I retroscena e l'organizzazione dell'"azione di marzo" sono a tutt'oggi oscuri. Ci furono alcuni (come Ruth Fischer, leader del KPD) che insinuarono che i capi comunisti sovietici cercassero di distogliere l'attenzione pubblica dai problemi interni del Comintern e del Partito Comunista. Altri dicevano che l'"azione di marzo" era un risultato diretto del radicalismo eccessivo dell'opposizione kunerista a Lenin, la quale era ansiosa di verificare il proprio peso nel Partito.
Alla fine, Lenin si arrabbiò con sé stesso per aver dato l'incarico a Kun e lo sostituì per la sua responsabilità nel fallimento della rivoluzione tedesca. Lenin era irritato dalle azioni di Kun e dal suo fallimento nell'assicurare una rivolta generale in Germania. In un Congresso del Comitato Operativo - come scrive Victor Serge - definì le sue azioni "bestialità" (les bêtises de Béla Kun). Comunque Kun rimase membro del Comitato Operativo, e il documento conclusivo redatto alla fine della seduta ammise formalmente lo "spirito di battaglia" dei Comunisti tedeschi.
Kun non fu privato dei suoi incarichi nel Partito, ma l'"Azione di marzo" rappresentò la fine dell'opposizione radicale e della teoria dell'"Offensiva Permanente":
Durante gli anni venti Kun rimase un importante membro del Comintern, operando soprattutto in Germania, Austria e Cecoslovacchia, ma nell'ultimo periodo la sua notorietà lo rese meno utile per lavori sotto copertura.

### La morte
L'ultimo incarico sotto copertura di Kun finì nel 1928, quando fu arrestato a Vienna dalla polizia locale per aver viaggiato con un passaporto falso. Spese gli ultimi anni della sua vita a Mosca, dove venne ucciso alla fine degli anni trenta, durante le purghe staliniane contro la vecchia guardia comunista, dopo essere stato accusato di trockismo.
Le fonti differiscono sulla data precisa e su come sia morto Kun. È stato accertato che Kun fu torturato dalla NKVD, ma le fonti divergono su ciò che gli accadde dopo. Alcuni arrivarono a stabilire che Kun fu giustiziato segretamente nel 1937. Altre fonti riportano che Kun fu mandato in un gulag e ucciso lì nel 1938 o nel 1939. Nel 1989 il governo sovietico annunciò che Kun era stato giustiziato nel gulag il 29 agosto 1938. Secondo l'edizione del 2002 dell'Enciclopedia Britannica, Kun fu giustiziato il 30 novembre 1939. Anche la vedova di Kun fu mandata nel gulag, come sua figlia e il suo figliastro. Kun fu riabilitato nel 1956, durante la destalinizzazione.